# Helga Radtke
Pour les articles homonymes, voir Radtke.
Helga Radtke, née le 16 mai 1962 à Sanitz près de Rostock (Mecklembourg-Poméranie-Occidentale) est une ancienne athlète allemande qui de 1979 jusqu'au milieu des années 1990 faisait partie de l'élite mondiale du saut en longueur et de triple saut. Jusqu'en 1990, elle représentait la République démocratique allemande.
Elle a remporté la médaille de bronze du saut en longueur des championnats d'Europe de 1986 et 1990. Elle a aussi plusieurs fois figuré au palmarès des compétitions en salle.
Helga Radtke faisait à ses débuts partie du SC Empor Rostock puis plus tard du LAC Quelle Fürth et enfin München 1860. En compétition, elle pesait 64  pour 1,70 m.

## Palmarès

### Jeux olympiques d'été
- Jeux olympiques d'été de 1992 à Barcelone ( Espagne)
  - éliminée en qualifications au saut en longueur

### Championnats du monde d'athlétisme
- Championnats du monde d'athlétisme de 1983 à Helsinki ( Finlande)
  - 12e au saut en longueur
- Championnats du monde d'athlétisme de 1987 à Rome ( Italie)
  - 4e au saut en longueur
- Championnats du monde d'athlétisme de 1991 à Tōkyō ( Japon)
  - éliminée en qualifications au saut en longueur
- Championnats du monde d'athlétisme de 1993 à Stuttgart ( Espagne)
  - éliminée en qualifications au saut en longueur
  - 5e au triple saut

### Championnats du monde d'athlétisme en salle
- Jeux mondiaux en salle d'athlétisme de 1985 à Paris ( France)
  -  Médaille d'or au saut en longueur
- Championnats du monde d'athlétisme en salle de 1987 à Indianapolis ( États-Unis)
  -  Médaille d'argent au saut en longueur
- Championnats du monde d'athlétisme en salle de 1993 à Toronto ( Canada)
  - 5e au triple saut

### Championnats d'Europe d'athlétisme
- Championnats d'Europe d'athlétisme de 1986 à Stuttgart ( Allemagne de l'Ouest)
  -  Médaille de bronze au saut en longueur
- Championnats d'Europe d'athlétisme de 1990 à Split ( Yougoslavie)
  -  Médaille de bronze au saut en longueur
- Championnats d'Europe d'athlétisme de 1994 à Helsinki ( Finlande)
  - éliminée en qualifications au saut en longueur
  - 8e au triple saut

### Championnats d'Europe d'athlétisme en salle
- Championnats d'Europe d'athlétisme en salle de 1983 à Budapest ( Hongrie)
  -  Médaille d'argent au saut en longueur
- Championnats d'Europe d'athlétisme en salle de 1985 à Le Pirée ( Grèce)
  - 4e au saut en longueur
- Championnats d'Europe d'athlétisme en salle de 1986 à Madrid ( Espagne)
  -  Médaille d'argent au saut en longueur
- Championnats d'Europe d'athlétisme en salle de 1990 à Glasgow ( Royaume-Uni)
  -  Médaille de bronze au saut en longueur
  -  Médaille d'argent au triple saut (exhibition)
- Championnats d'Europe d'athlétisme en salle de 1992 à Gênes ( Italie)
  - 5e au saut en longueur
  -  Médaille de bronze au triple saut
- Championnats d'Europe d'athlétisme en salle de 1994 à Paris ( France)
  - 8e au saut en longueur
  - 7e au triple saut

### Championnats d'Europe juniors d'athlétisme
- Championnats d'Europe juniors de 1979 à Bydgoszcz ( Pologne)
  -  Médaille d'or au saut en longueur

## Sources
- (de) Cet article est partiellement ou en totalité issu de l’article de Wikipédia en allemand intitulé « Helga Radtke » (voir la liste des auteurs).